# Крильник південний
{{#ifeq:0|0|{{#if:|{{#if:Pteriscretica|[[]}}|}}}}
Крильник південний, щитник споріднений (Pteris cretica) — вид рослин із родини крильникових (Pteridaceae), зростає на півдні Європи, на заході, півдні та сході Азії, в Африці.

## Опис
Багаторічна рослина 10–90 см заввишки. Кореневище повзуче, з бурими матовими плівками. Листя шкірясте, 1-перисте, найнижче часточки щонайменше один раз розділені. Ніжка листка 1–2 довжини пластини, від солом'яного до світло-коричневого кольору дистально, проксимально темніша, основа слабо луската. Листові фрагменти від вузько-ланцетних до ± лінійних; стерильні — 1–1.5 см завширшки, край досить грубо-зубчастий; плодоносні — зазвичай менше 0.5 см завширшки, край цілий. Соруси вузькі, безперервні по краю. 2n=58–116.

## Поширення
Зростає на півдні Європи (Іспанія, Франція, Швейцарія, Італія, Греція, Україна — Крим), на заході, півдні та сході Азії (від Туреччини до Японії), в Африці (Алжир, схід, центр і південь); інтродукований до Північної й Південної Америк, Європи, Австралії. Зростає на вологих берегах у важкій тіні.
В Україні вид зростає на скелях у лісах, по сухих кам'янистих схилах, на стінах будинків — ПБК (Гаспра), дуже рідко.

## Використання
Рослину широко культивують. Використовується в садах у ґрунті і як горщикова рослина, і як кімнатна рослина. Сорт зі строкатим листям, Pteris cretica var. albolineata, також широко використовується для освітлення тіньових садів. Декоративне листя підходить для оформлення букетів, вінків.